# Arcidiocesi di Numea
L'arcidiocesi di Numea (in latino Archidioecesis Numeana) è una sede metropolitana della Chiesa cattolica in Francia. Nel 2023 contava 142.500 battezzati su 281.500 abitanti. È retta dall'arcivescovo Susitino Sionepoe, S.M.

## Territorio
L'arcidiocesi comprende l'intero arcipelago della Nuova Caledonia.
Sede arcivescovile è la città di Numea, dove si trova la cattedrale di San Giuseppe.
Il territorio è suddiviso in 29 parrocchie.

## Storia
La missione cattolica in Nuova Caledonia iniziò alla fine del 1843, quando per la prima volta un gruppo di cinque missionari maristi, guidati dal vescovo Guillaume Douarre, sbarcava nell'isola. Gli inizi modesti della missione furono aggravati dalla persecuzione di Bouarate, un capo locale, che costrinse i missionari a riparare nell'île des Pins.
Il vicariato apostolico della Nuova Caledonia fu eretto il 23 luglio 1847 con il breve Apostolici ministerii di papa Pio IX, ricavandone il territorio dal vicariato apostolico dell'Oceania centrale (oggi diocesi di Tonga). Ma è solo durante l'anno successivo che i missionari poterono ritornare in Nuova Caledonia per riprendere l'opera di evangelizzazione dell'isola.
Il 26 ottobre 1890 è benedetta ed inaugurata la cattedrale di Numea, consacrata quattro anni dopo.
Il 9 febbraio 1901 cedette una porzione del suo territorio a vantaggio dell'erezione della prefettura apostolica delle Nuove Ebridi (oggi diocesi di Port-Vila)
Il 21 giugno 1966 in forza della bolla Prophetarum voces di papa Paolo VI il vicariato apostolico è stato elevato al rango di arcidiocesi metropolitana ed ha assunto il nome attuale.

## Cronotassi dei vescovi
Si omettono i periodi di sede vacante non superiori ai 2 anni o non storicamente accertati.
- Guillaume Marie Douarre, S.M. † (13 luglio 1847 - 27 aprile 1853 deceduto)
  - Pierre Rougeyron, S.M. † (1855 - 1873 dimesso) (prefetto apostolico)[1]
- Pierre-Ferdinand Vitte, S.M. † (4 aprile 1873 - 15 gennaio 1880 dimesso)
- Alphonse-Hilarion Fraysse, S.M. † (6 aprile 1880 - 1º maggio 1905 deceduto)
- Claude-Marie Chanrion, S.M. † (1º settembre 1905 - 3 febbraio 1937 dimesso)
- Edoardo Bresson, S.M. † (1º luglio 1937 - 9 novembre 1956 dimesso)
- Pierre-Paul-Émile Martin, S.M. † (9 novembre 1956 - 7 aprile 1972 dimesso)
- Eugène Klein, M.S.C. † (7 aprile 1972 succeduto - 19 giugno 1981 dimesso)
- Michel-Marie-Barnard Calvet, S.M. (19 giugno 1981 - 14 gennaio 2025 ritirato)
- Susitino Sionepoe, S.M., dal 14 gennaio 2025

## Statistiche
L'arcidiocesi nel 2023 su una popolazione di 281.500 persone contava 142.500 battezzati, corrispondenti al 50,6% del totale.
| anno | popolazione | popolazione | popolazione | presbiteri | presbiteri | presbiteri | presbiteri                | diaconi | religiosi | religiosi | parrocchie |
| anno | battezzati  | totale      | %           | numero     | secolari   | regolari   | battezzati per presbitero | diaconi | uomini    | donne     | parrocchie |
| ---- | ----------- | ----------- | ----------- | ---------- | ---------- | ---------- | ------------------------- | ------- | --------- | --------- | ---------- |
| 1950 | 33.600      | 59.650      | 56,3        | 47         | 2          | 45         | 714                       |         | 41        | 183       | 27         |
| 1959 | 48.681      | 70.987      | 68,6        | 55         | 7          | 48         | 885                       |         | 61        | 235       | 37         |
| 1970 | 65.000      | 102.000     | 63,7        | 59         | 11         | 48         | 1.101                     |         | 146       | 228       | 33         |
| 1980 | 91.500      | 139.600     | 65,5        | 53         | 10         | 43         | 1.726                     |         | 105       | 190       | 36         |
| 1990 | 97.000      | 164.173     | 59,1        | 50         | 9          | 41         | 1.940                     |         | 94        | 187       | 37         |
| 1999 | 110.000     | 200.000     | 55,0        | 39         | 13         | 26         | 2.820                     | 3       | 56        | 115       | 27         |
| 2000 | 110.000     | 200.000     | 55,0        | 35         | 12         | 23         | 3.142                     | 3       | 55        | 126       | 27         |
| 2001 | 110.000     | 200.000     | 55,0        | 36         | 12         | 24         | 3.055                     | 3       | 56        | 117       | 27         |
| 2002 | 110.000     | 200.000     | 55,0        | 43         | 14         | 29         | 2.558                     | 4       | 50        | 118       | 29         |
| 2003 | 110.000     | 200.000     | 55,0        | 37         | 10         | 27         | 2.972                     | 4       | 42        | 110       | 29         |
| 2004 | 110.000     | 210.000     | 52,4        | 37         | 12         | 25         | 2.972                     | 12      | 44        | 111       | 29         |
| 2013 | 141.204     | 260.166     | 54,3        | 34         | 15         | 19         | 4.153                     | 15      | 30        | 87        | 18         |
| 2016 | 132.015     | 270.850     | 48,7        | 30         | 13         | 17         | 4.400                     | 13      | 26        | 68        | 18         |
| 2019 | 147.000     | 280.460     | 52,4        | 24         | 14         | 10         | 6.125                     | 24      | 18        | 53        | 32         |
| 2021 | 143.000     | 282.000     | 50,7        | 25         | 16         | 9          | 5.720                     | 23      | 17        | 57        | 32         |
| 2023 | 142.500     | 281.500     | 50,6        | 24         | 14         | 10         | 5.937                     | 26      | 18        | 46        | 29         |